# Черлак (станция, Омская область)
Черла́к — посёлок при станции (официально — станция (населённый пункт)) в Черлакском районе Омской области России. Входит в состав Татарского сельского поселения. Население 145 чел. (2010) .

## История
В соответствии с Законом Омской области от 30 июля 2004 года № 548-ОЗ «О границах и статусе муниципальных образований Омской области» посёлок при станции вошёл в состав образованного муниципального образования «Татарское сельское поселение».

## География
Черлак находится на юге-востоке региона, в пределах Курумбельской степи, являющейся частью Чебаклы-Суминской впадины, в 4 км от р. Иртыш, примерно в 5 км от государственной границы с Казахстаном.
Абсолютная высота — 110 м над уровнем моря.

## Население
| 2010 |
| ---- |
| 145  |

Гендерный состав
По данным Всероссийской переписи населения 2010 года в гендерной структуре населения из 145 человек мужчин — 70, женщин — 75	(48,3 и 51,7 % соответственно)
Национальный состав
Согласно результатам переписи 2002 года, в национальной структуре населения русские составляли 88 % от общей численности населения в 224 чел..

## Инфраструктура
Станция Черлак. Железнодорожный вокзал. Путевое хозяйство.
Привокзальная улица выходит на трассу А-320.

## Транспорт
Автомобильный и железнодорожный транспорт.